# Plagiothecium tenerum
Plagiothecium tenerum là một loài Rêu trong họ Plagiotheciaceae. Loài này được (Sw.) Kindb. miêu tả khoa học đầu tiên năm 1901.